# Rogaty Bóg

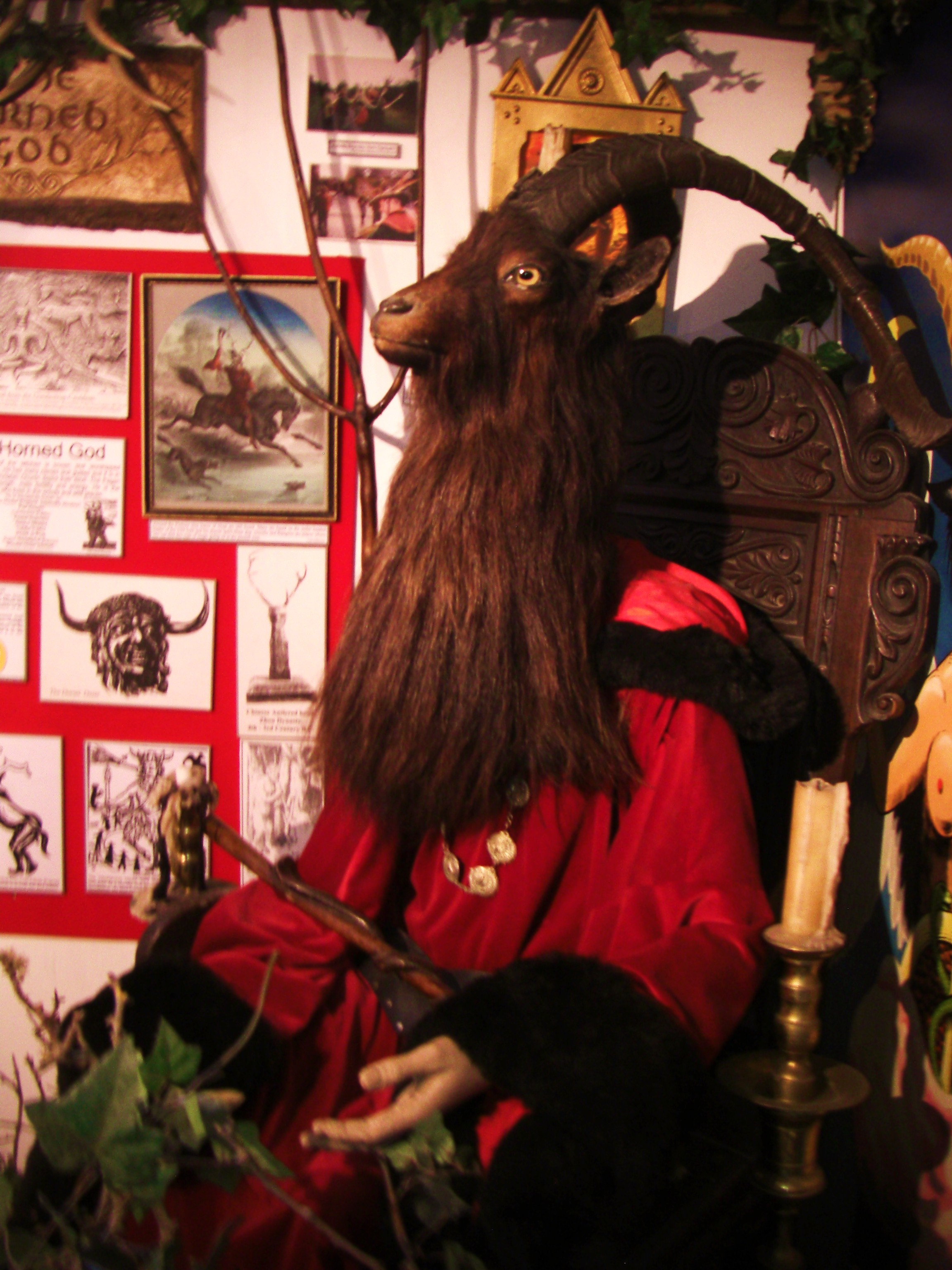
Rzeźba Rogatego Boga w Museum of Witchcraft w Boscastle, Kornwalia.

Rogaty Bóg – jedno z dwojga głównych bóstw neopogańskich, często ubierany w różne określenia i imiona, reprezentuje męską część  dwoistego systemu teologicznego. Żeńskim bóstwem jest Potrójna Bogini. Jest łączony z naturą, dziczą, seksualnością, łowami i cyklem życia. Choć jego przedstawienia różnią się, zawsze posiada rogi lub poroże, co ma podkreślać zjednoczenie „boga i zwierzęcia” (drugie pojęcie dotyczy także człowieka). Wielu wikan łączy go ze starożytnymi bóstwami o głowach z rogami, jak grecki Pan, celtycki Cernunnos, rzymski Faun, czy hinduski Pashupati, jak również z folklorystycznymi stworzeniami – Hern Łowca lub Puck.
Termin „Rogaty Bóg” jest wcześniejszy niż Wicca i we wczesnym wieku XX był używany jako synkretyczne określenie boga, wyposażonego w rogi, który, według Margaret Murray (The Witch-Cult in Western Europe; 1921) był bóstwem czczonym przez pan-europejskie kulty wiedźm, póki nie został „zdemonizowany” przez średniowiecznych artystów jako obraz diabła.